# Rafael Gava
Rafael Gustavo Meneghel Gava (Americana, 20 maggio 1993) è un calciatore brasiliano, centrocampista del Goiás.

## Carriera
Ha giocato nella massima serie portoghese e nella seconda divisione brasiliana.